# Robert Zweiker
Robert Zweiker  (* 10. April 1964 in Graz; † 5. August 2022) war ein österreichischer Internist, Kardiologe und Intensivmediziner.

## Leben
Zweiker promovierte 1989 zum Thema Blutdruckmessung und Linksherzhypertrophiean der kardiologischen Abteilung der Universität Graz, wo er bis 2012 arbeitete. Im Jahr 1997 wurde er Facharzt für Innere Medizin und spezialisierte sich zwei Jahre später auf die Kardiologie. Im Jahr 2002 habilitierte Zweiker im Fach Innere Medizin. Im Jahr 2013 wurde er Primarius der Abteilung für Innere Medizin am LKH Deutschlandsberg. Diese Stellung bekleidete er lediglich für wenige Monate, denn er kehrte im selben Jahr an das Universitätsklinikum Graz zurück. Zweiker war als Oberarzt in der klinischen Abteilung für Kardiologie an der Universitätsklinik für Innere Medizin in Graz tätig. Ab 2013 war Zweiker zudem Hauptmitglied im Senat der Medizinischen Universität. Im selben Jahr wurde er zum Universitätsprofessor ernannt.
Zweiker war Mitglied zahlreicher nationaler und internationaler Fachgesellschaften. Zudem engagierte er sich im Rahmen des Projektes Herz.Leben, das an der kardiologischen Abteilung des Universitätsklinikums Graz Schulungen für Bluthochdruckpatienten anbietet. Zweiker wurde im Jahr 2000 mit dem Otto-Loewi-Preis der Österreichischen Gesellschaft für Hypertensiologie ausgezeichnet, in deren Beirat er aktiv war.
Zweiker lehrte als Universitätsprofessor an der medizinischen Universität Graz, wo er sich auch als zweiter stellvertretender Vorsitzender im Betriebsrat für das wissenschaftliche Personal engagiert. Ab dem 3. Oktober 2013 war Zweiker zudem Mitglied des Senats der Universität.

## Publikationen
- F. Berghold et al (hrsg.): Alpin- und Höhenmedizin 2. Auflage, Springer Verlag 2019 – Mitautor
- J.C. Kaski, K. P. Kjeldsen: The ESC Handbook on Cardiovascular Pharmacotherapy, Oxford University Press 2019 – Mitautor